# Wilhelm Meyer (Politiker, 1833)
Johann Theodor Wilhelm Meyer (* 15. März 1833 in Braunschweig; † 7. September 1887 in Gera) war ein deutscher Kaufmann und Politiker.

## Leben
Meyer war der Sohn des Kaufmanns Ludwig August Meyer aus Braunschweig und dessen Ehefrau Louise Wilhelmine Hofmann. Meyer war evangelisch-lutherischer Konfession und heiratete am 21. Juli 1857 in Gera Bertha Helene Weißflog (* 26. November 1837 in Gera; † 27. Mai 1904 ebenda), die Tochter des Kaufmanns Ernst Friedrich Weißflog aus Gera. Wilhelm Weber war ein Schwager.
Meyer lebte als Kaufmann in Gera. 1883 wird er als Präsident der Handelskammer Gera genannt. Im gleichen Jahr wurde er zum Kommerzienrat ernannt.
Von 1862 bis 1866 und von 1868 bis 1873 war er Mitglied im Gemeinderat von Gera. Vom 19. November 1865 bis 1868 und vom 31. Oktober 1880 bis zu seinem Tod am 7. September 1887 war er Mitglied im Landtag Reuß jüngerer Linie.